# How to Lose a Guy in 10 Days
How to Lose a Guy in 10 Days (Cómo perder a un hombre en 10 días en Hispanoamérica y Cómo perder a un chico en 10 días en España) es una película estadounidense de comedia romántica estrenada el 6 de febrero del año 2003. Fue dirigida por Donald Petrie y protagonizada por Kate Hudson y Matthew McConaughey. Está basada en una historieta con el mismo nombre hecha por Michele Alexander y Jeannie Long.

## Argumento
La película cuenta la historia de una periodista Andie Anderson (Kate Hudson), que trabaja para la revista de Composure como la chica "how to.." (¿cómo...?) sección de la cual se está aburriendo porque quiere escribir más notas acerca de política. Ella pronto se encuentra escribiendo un artículo llamado "How to lose a guy in 10 days" (¿Cómo perder a un chico en 10 días?) en el cual su jefa le dice que debe salir con un hombre y hacer todas las cosas que las mujeres tienden a hacer mal cuando están en una relación para así poder tener más libertad para escribir.
El mismo día, un ejecutivo de publicidad Benjamin Barry (Matthew McConaughey) le dice a su jefe que él puede enamorar a cualquier mujer en solo diez días y llevarla como pareja a la fiesta de la compañía. Si lo consigue, tendrá a cargo la publicidad de una nueva compañía de diamantes encabezada por su jefe.
En las coincidencias del destino, Andie y Ben se conocen esa noche y empiezan sus trabajos. Ninguno revela sus verdaderas intenciones, lo que los lleva a unas extrañas situaciones en su relación.
La película también contiene una historia secundaria de amor que involucra a una compañera de trabajo de Andie, Michelle Rubin (Kathryn Hahn), y un hombre llamado Mike (Justin Peroff).

## Personajes
- Kate Hudson como Andie Anderson.
- Matthew McConaughey como Ben Barry.
- Kathryn Hahn como Michelle Rueben.
- Annie Parisse como Jeannie.
- Adam Goldberg como Tony.
- Thomas Lennon como Thayer.
- Michael Michele como Judy Spears.
- Shalom Harlow como Judy Green.
- Robert Klein como Phillip Warren.
- Bebe Neuwirth como Lana Jong.
- Samantha Quan como Lori.
- Justin Peroff como Mike.
- Celia Weston como Glenda.

### Elenco de doblaje
| Personaje       | Actor original      | Actor de doblaje   |
| --------------- | ------------------- | ------------------ |
| Andie Anderson  | Kate Hudson         | Diana Pérez        |
| Benjamin Barry  | Matthew McConaughey | Raúl Anaya         |
| Michelle Rueben | Kathryn Hahn        | Liliana Barba      |
| Jamie Ashcroft  | Annie Parisse       | Gabriela Gómez     |
| Thayer          | Thomas Lennon       | Sebastián Rosas    |
| Tony            | Adam Goldberg       | Edson Matus        |
| Lana Jong       | Bebe Neuwirth       | Adriana Casas      |
| Glenda Barry    | Celia Weston        | María Teresa Aviña |
| Jack Barry      | James Murtaugh      | César Izaguirre    |
| Judy Green      | Shalom Harlow       | Gaby Torres        |

## Datos económicos
Aunque la película fue severamente criticada por los expertos, es una gran trama que logró ganar más de $ 20 USD millones en su primer fin de semana. Al final totalizó más de $100 USD millones en Estados Unidos y otros $71 USD millones en el resto del mundo, marcando así el total más alto de momento en la carrera de Kate Hudson.